# Шекман, Рэнди
Рэ́нди Уэйн Ше́кман (англ. Randy Wayne Schekman; род. 30 декабря 1948) — американский цитолог, лауреат Нобелевской премии по медицине за 2013 год совместно с Джеймсом Ротманом и Томасом Зюдхофом с формулировкой за «открытие механизма, регулирующего везикулярный трафик, важную транспортную систему в клетках». Заслуга учёного заключается прежде всего в открытии ключевых генов, кодирующих белки клеточного транспорта.
Член Национальной академии наук США (1992) и Американского философского общества (2008), иностранный член Лондонского королевского общества (2013), профессор Калифорнийского университета в Беркли и исследователь Медицинского института Говарда Хьюза.

## Биография
Родился в столице штата Миннесота городе Сент-Пол в еврейской семье; отец — Альфред Израиль Шекман (1927—1986), был инженером-электриком, мать Эстер Шекман (урождённая Бейдер, 1929—1998) — домохозяйкой. Бабушка со стороны отца эмигрировала в США из Житомирской области, родители матери (Раймонд и Ида Бейдер) — в 1927 году из Бессарабии. В 1960 году с семьёй переехал в Росмур (округ Ориндж), где окончил Западную среднюю школу в Анахайме. Ещё в детстве заинтересовался биологией — после того как его сестра Уэнди умерла от лейкоза. После бакалавриата по молекулярной биологии в Калифорнийском университете в Лос-Анджелесе поступил на отделение биохимии в Стэнфордский университет.
В последнем в 1975 году получил степень доктора философии в лаборатории Артура Корнберга, там же прошёл постдокторантуру и в 1976 году поступил научным сотрудником в Калифорнийский университет в Беркли. Объектом его исследований была репликация ДНК. Ныне в его лаборатории проводятся исследования сборки мембран на молекулярном уровне и везикулярного трафика в эукариотических клетках, включая дрожжи.
В 1999 году президент Американского общества клеточной биологии.
Член Американской академии искусств и наук, фелло Американской ассоциации содействия развитию науки (2007).
С 2006 по 2011 год редактор Proceedings of the National Academy of Sciences, с 2011 года главный редактор eLife.
При получении Нобелевской премии в декабре 2013 года заявил, что ведущие научные журналы мешают научному процессу, так как желание увидеть свою публикацию в ведущих журналах побуждает учёных «срезать углы» и заниматься тем, что считается модным, а не тем, что важнее для науки. Кроме того, по мнению Шекмана, проблема в том, что редакторы этих журналов являются не учёными, а издателями и их интересуют прежде всего шумиха, сенсация и фурор. Пообещал больше не отправлять свои статьи в журналы Nature, Cell и Science.
В 2016 году подписал письмо с призывом к Greenpeace, Организации Объединенных Наций и правительствам всего мира прекратить борьбу с генетически модифицированными организмами (ГМО).
Среди учеников — Дэвид Бейкер, лауреат Нобелевской премии по химии 2024 года.
Жена — Нэнси Уоллс, дочь Лорен и сын Джоэл (бас-кларнетист и музыкальный педагог).

## Награды и отличия
- 1982 — Стипендия Гуггенхайма
- 1987 — Eli Lilly and Company-Elanco Research Award[нем.]
- 1994 — Премия Розенстила (совместно с Джеймсом Ротманом), «For determining the components of the secretory pathway.»
- 1996 — Международная премия Гайрднера, «For the identification of proteins involved in intracellular traffic and vesicle fusion.»[24]
- 1999 — Amgen Award Lecture, Protein Society[англ.]
- 2002 — Премия Альберта Ласкера за фундаментальные медицинские исследования, «For discoveries revealing the universal molecular machinery that orchestrates the budding and fusion of membrane vesicles — a process essential to organelle formation, nutrient uptake, and secretion of hormones and neurotransmitters.»[25]
- 2002 — Премия Луизы Гросс Хорвиц
- 2005 — Keith R. Porter Lecture[англ.]
- 2007 — Van Deenen Medal[нем.]
- 2008 — Премия Диксона
- 2010 — Премия Мэссри
- 2010 — Медаль Уилсона
- Hans Neurath Lecture (2012)
- 2013 — Медаль Отто Варбурга[англ.]
- 2013 — Нобелевская премия по медицине, «За открытия механизмов регуляции везикулярного транспорта — основной транспортной системы наших клеток.»
- Fiat Lux Faculty Award, Cal Alumni Association (2016)

Почётный доктор Женевского и Регенсбургского университетов.